# Švenčionys
Švenčionys är en ort i Litauen.   Den ligger i kommunen Švenčionys och länet Vilnius län, i den östra delen av landet, 70 km nordost om huvudstaden Vilnius. Švenčionys ligger 207 meter över havet och antalet invånare är 5 538.
Terrängen runt Švenčionys är platt. Runt Švenčionys är det ganska glesbefolkat, med 22 invånare per kvadratkilometer. Närmaste större samhälle är Švenčionėliai, 10,7 km väster om Švenčionys. I omgivningarna runt Švenčionys växer i huvudsak blandskog.